# Битва при Швейншеделе
Битва при Швейншеделе (нем. Gefecht bei Schweinschädel) — сражение Австро-Прусской войны между австрийскими силами прикрытия и прусским авангардом 29 июня 1866 года. IV армейский корпус австрийской армии под командованием фельдмаршал-лейтенанта Тассило Фестетикса попытался задержать продвижение II прусской армии кронпринца Фридриха, но был разбит V армейским корпусом генералом от инфантерии Штейнмеца и перешел к отступлению.

## Предыстория
3 прусские армии наступили по сходящимся направления через горы Крконоше в Чехию. В то время как начальник Прусского Генерального штаба Мольтке стремился к объединения своих армий, главнокомандующий австрийцев фельдцейхмейстер Бенедек пытался реализовать своё преимущество оперирования по внутренним линиям. Он планировал объединиться с саксонской армией и разбить I армию Фридриха Карла отдельно от двух других армий. Однако, после битвы при Скалице II армия зашла в тыл австрийской армии, что требовало от Бенедека полной перегруппировки.
29 июня 1866 года Бенедек планировал отойти в направлении Кёниггреца. Чтобы обеспечить его, Фестетикс со своим IV армейским корпусом должен был задержать II армию. В то время как часть его сил должна была вместе с X армейским корпусом остановить в Кёнигинхофе прусский гвардейский корпус, другой части было предписано задержать продвижение Штейнмеца.

## Выдвижение к Швейншеделю
Разведывательные патрули австрийцев донесли 29 июня 1866 года, что гвардия находится ещё под Прауссницем, а V армейский корпус под Скалицем. VI армейский корпус Луиса фон Мутиуса стоял за ним по дороге на Наход, его первая бригада поначалу была выделена V корпусу. Штейнмец должен был дать своим войскам передышку после горного марша и двух тяжелых боев и выступил только около 14:00.
Он издал следующий приказ на марш:

 Сегодня V армейский корпус с отрядом генерал-майора Хоффманна продолжает марш на Градлиц. Авангард (под отдельным командованием генерал-лейтенанта фон Кирхбаха) выступает в 2 часа пополудни, переходит при Злице Аупу за Ратиборицем, оттуда через Вестец и Вестернец, левым крылом обходя передовую цепь кордонов противника позади участка Требешнов-Мишколец, одновременно разведывать на правом фланге местность против Горички и выиграть дорогу Хавалкович-Градлиц. Главные силы, резервная артиллерия и генерал Хоффманн следуют за генерал-лейтенантом фон Кирхбахом.

## Бой
Данное выдвижение развилось в первые артиллерийские бои с установленными при Швейншеделе австрийскими батареями. Хотя Фестетикс не должен был вести бой с превосходящими силами противника, а только задержать их, австрийский командующий не хотел оставлять своих позиций без борьбы, чтобы не ослабить боевой дух своих войск. Таким образом батареи оставались на позициях и обстреливали группирующихся для наступления пруссаков.
Первая атака пруссаков привела их внутрь селения Швейншедель, где они беглым огнём своего казнозарядного оружия нанесли значительный урон пытающимся контратаковать австрийцам. Для поддержки наступающей пехоты на позиции были выведены 5 прусских батарей.
Когда прусские солдаты проникли в деревню и австрийские бригады вынуждены были отступить, часть 6-го гренадерского полка осталась в деревне и укрепилась в массивном здании фермы. Эта боевая группа довольно долго сопротивлялась, однако, при этом была почти полностью уничтожена или попала в плен.
Штейнмец приказал прекратить дальнейшее наступление, когда его солдаты вышли за пределы деревни. Прусские солдаты вернулись назад в деревню. Отсюда они затем продолжили марш в направлении Градлица.
После поражения в битве Фестетикс отступил за Упу и смог успешно оторваться от преследования.

## Потери
Пруссаки потеряли 15 офицеров, 379 солдат и 15 лошадей, из них 8 офицеров и 77 солдат убитыми; австрийцы — 39 офицеров, 1411 солдат (из них 320 пленными) и 90 лошадей. Из пленных только 120 человек были не ранены. Самые тяжелые потери понес 37-й полк — 1026 человек.